# Quilessa lutea
Quilessa lutea är en insektsart som beskrevs av Ronald Gordon Fennah 1942. Quilessa lutea ingår i släktet Quilessa och familjen Kinnaridae. Inga underarter finns listade i Catalogue of Life.